# Aljoscha Hyde
Aljoscha Lartey Hyde (* 30. April 1992 in Langenhagen) ist ein deutscher Fußballspieler.

## Karriere
Geboren wurde Aljoscha Hyde als Sohn eines Ghanaers und einer Deutschen in Langenhagen nördlich von Hannover. Bis zum Alter von 14 Jahren spielte er in der niedersächsischen Landeshauptstadt beim Stadtteilclub SV Linden 07, bei Hannover 96 und beim SV Arminia Hannover. 2006 ging er zurück in seine Geburtsstadt zum SC Langenhagen, wo er nach eineinhalb Jahren von den Nachwuchsscouts von Werder Bremen entdeckt und an die Weser geholt wurde. Von der U 17 bis zur U 19 spielte der Abwehrspieler, der vor allem in der Innenverteidigung eingesetzt wird, erfolgreich in den Juniorenbundesligen.
Zur Rückrunde der Saison 2011/12 stieß er zur zweiten Mannschaft von Werder und wurde gleich ab dem ersten Spieltag im Januar 2012 als Stammspieler in der 3. Liga eingesetzt. Insgesamt 13 Mal  wurde er eingesetzt, davon 12 Mal von Beginn an. Nach dem Abstieg von Werder II verließ er den Verein und unterschrieb einen Einjahresvertrag beim SC Wiedenbrück 2000 in der Regionalliga West. Dort wurde er 13 Mal eingesetzt und erreichte das Endspiel des Westfalenpokals.
Zur Saison 2013/14 wechselte Hyde zum Nord-Regionalligisten SV Wilhelmshaven und spielt dort zusammen mit seinem Bruder Julian Kolja.